# Doc Bagby
Doc Bagby (Philadelphia, 19 augustus 1929 - New York, 3 september 1970) was een Amerikaanse studiomuzikant (piano, orgel) en orkestleider.

## Carrière
In zijn tienerjaren tijdens de jaren 1930 speelde hij op veel feestjes en werd hij een veel gevraagd muzikant. Tijdens de jaren 1940 formeerde hij zijn eigen orkest, dat speelde totdat hij werd opgeroepen voor de militaire dienstplicht. Hierna werd hij manager van een platenzaak en spoedig daarna werkte hij voor Gotham Records. De functies die hij daar bezette, waren die van muziekadviseur, talentenscout en A&R-man. Als muziekdirecteur produceerde hij talrijke platen.
Vooraf aan zijn komst als medewerker voor Gotham Records, gebruikte Bagby zijn piano/orgel voor opnamesessies voor het label. Een zangeres die werd ondersteund door Bagby en zijn band voor een paar opnamen was Doris Browne. In 1953 ondersteunden Bagby met band haar single Oh Baby / Please Believe Me, net als de single Until The End Of Time / Why Don't You Love Me Now, Now, Now? en de andere opnamen The Game Of Love / My Cherie, allen bij Gotham Records.
In 1957 bracht hij het album Honky Tonk in Silk uit bij Epic Records. Er werd vermeld in het magazine Billboard, dat het album en de single Dumplin's / Sylvia's Callin, die werden uitgebracht bij Okeh Records, uitgelichte successen waren. In 1964 werd zijn single Rubberneck / Cornbread uitgebracht bij Vim Records. Hij bracht meerdere andere singles uit bij meerdere labels.
Tussen de opnamen door produceerde hij I Got a Gal / Bewitched voor The Mohawks, uitgebracht bij Val-Ue in 1960 en I was Teasin / Our Summer Vacation Is Over van The Davenport Sisters bij Vida DV in 1963.

## Overlijden
Bagby overleed op 3 september 1970 op 40-jarige leeftijd na een korte ziekte.
- International Standard Name Identifier: 0000 0000 4146 3379
- Library of Congress Control Number: no98011860
- MusicBrainz: c1d82c9f-c893-4aba-ad47-60f75c157ac8
- Istituto Centrale per il Catalogo Unico: DDSV270143
- Virtual International Authority File: 53760876
- WorldCat: E39PBJvd4T7cCqTdj7MpPM7T73